# Tricia Evy
Tricia Evy, née le 26 avril 1984 à Bondy, est une chanteuse française de biguine et de jazz.

## Biographie
Née à Bondy, Tricia Evy grandit au Moule en Guadeloupe.  Pendant trois ans, elle prend des cours de piano puis compose ses premiers poèmes et à 21 ans, elle gagne un premier concours de chant sur un air de biguine. 
Elle revient en 2006 à Bondy pour ses études. Elle assiste à un concert au club de jazz Le Duc des Lombards puis est invitée pendant la seconde partie du spectacle à une jam session. Repérée pour la pureté de sa voix, elle se voit proposer de remplacer un musicien lors d’un concert payant.
Elle crée un trio avec le guitariste Jean-Philippe Bordier et le saxophoniste Xavier Richardeau et enregistre son premier album Beginning composé de reprise de Cole Porter ou George Gershwin. Elle rejoint ensuite un nouveau quartet composé du pianiste David Fackeure, nommé deux fois aux Victoires du jazz, du contrebassiste Thierry Fanfant et du batteur Francis Arnaud et crée en 2013 son second album Meet me mêlant le jazz et la biguine.
En 2020, elle prête sa voix à la tante Frédérique dans Vanille, court métrage d'animation franco-suisse de Guillaume Lorin et chante Pitit An Mwen composé pour le dessin animé.

## Discographie

### Albums
- 2010 : Beginning
- 2013 : Meet Me
- 2017 : Usawa

### Collaborations
- 2024 : José Privat & Tricia Evy - Toujou La